# Indische Billie-Jean-King-Cup-Mannschaft
|                                             |
| Teilnahmen der Indischen Fed-Cup-Mannschaft |

Die indische Billie-Jean-King-Cup-Mannschaft ist die Tennisnationalmannschaft von Indien, die im Billie Jean King Cup eingesetzt wird. Der Billie Jean King Cup (bis 1995 Federation Cup, 1996 bis 2020) ist der wichtigste Wettbewerb für Nationalmannschaften im Damentennis, analog dem Davis Cup bei den Herren.

## Geschichte
Erstmals am Billie Jean King Cup teilgenommen hat Indien im Jahr 1991. Der bislang größte Erfolg war das Erreichen des 2. Platzes in der Gruppe I Asien-Ozeanien 2006.

## Teamchefs (unvollständig)
- Rohit Rajpal
- Nandan Bal

## Bekannte Spielerinnen der Mannschaft
- Rushmi Chakravarthi
- Sania Mirza